# Jaruga (Bosansko Grahovo)
Jaruga es un pueblo ubicado en el municipio de Bosansko Grahovo, en el cantón 10, Bosnia y Herzegovina.

## Superficie
Posee una superficie de 5,79 kilómetros cuadrados.

## Demografía
Hasta 2013 la población era de 7 habitantes, con una densidad de población de 1,2 habitantes por kilómetro cuadrado.